# Pedassaare (Vihula)
Pedassaare – wieś w Estonii, w prowincji Virumaa Zachodnia, w gminie Vihula.